# Frank Southall
William Frank Southall (Wandsworth, 2 luglio 1904 – Hayling Island, 1º marzo 1964) è stato un ciclista su strada e pistard britannico.

## Palmarès
- Giochi olimpici

Amsterdam 1928: argento nella corsa individuale su strada, argento nella corsa a squadre su strada.
Los Angeles 1932: bronzo nell'inseguimento a squadre su pista.